# رياردو
رياردو؛ هي بلدية في مقاطعة كاسيرتا في منطقة كامبانيا الإيطالية، وتقع على بعد حوالي 50 كيلومترًا (31 ميلًا) شمال نابولي وحوالي 25 كيلومترًا (16 ميلًا) شمال غرب كاسيرتا. ارماندوا فوسكو هو المحافظ الحكومي فيها حاليا.
تقع رياردو على حدود البلديات التالية: بيتراميلارا وبيترافيرانو وروتشيتا اي كروس وتيانو وفايرانو باتينورا.

## الاقتصاد
تضم المنطقة المشتركة مصادر المياه المعدنية التجارية فيراريل وسانتاغاتا.

## روابط خارجية
- Official website